# Pad thai
Pad thai, phat thai (Thai: ผัดไทย; 'gebakken op Thaise wijze') of kway teow pad is een populair Thais eenbordsgerecht van drooggebakken rijstnoedels dat in Thailand voornamelijk wordt verkocht in eetkraampjes en lokale eetgelegenheden.

## Geschiedenis
Anders dan de naam van het gerecht doet vermoeden is pad thai van oorsprong waarschijnlijk geen Thais gerecht en bevat het bovendien weinig typisch Thaise ingrediënten. Volgens één theorie is pad thai ontstaan uit een Thaise interpretatie van pho sao (phở xào), een Vietnamees gerecht met drooggebakken rijstnoedels dat in de dagen van het Koninkrijk Ayutthaya (1351–1767) in de hoofdstad Ayutthaya werd geïntroduceerd door Vietnamese handelaren. In Thailand wordt het gerecht ook kway teow pad genoemd. Kway teow is Chinees voor rijstnoedels en veel inwoners van Thailand zien dit gerecht ook als een Chinees gerecht.

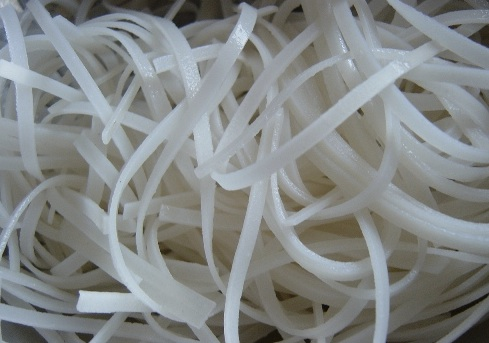
Rijstnoedels vormen een van de basisingrediënten voor pad thai

Tijdens de Tweede Wereldoorlog wilde minister-president Plaek Pibul Songkram het gebruik van rijst promoten, op dat moment Thailands voornaamste exportproduct. Bovendien wilde hij de Thaise keuken ontdoen van Chinese invloeden. De Chinese eiernoedels werden daarom vervangen door rijstnoedels, die zeer geschikt zijn om in de pan te bakken. Door het vervangen van de eiernoedels en enkele andere ingrediënten ontstond uiteindelijk de pad thai zoals we die nu kennen.
Na de Tweede Wereldoorlog bleef de populariteit van pad thai stijgen en werd het gerecht een van Thailands nationale gerechten. Tegenwoordig staat het gerecht op het menu van een groot aantal Thaise restaurants buiten Thailand. Bij een enquête die CNN in 2011 hield, eindigde pad thai op nummer vijf van de 50 lekkerste gerechten in de wereld.

## Bereiding

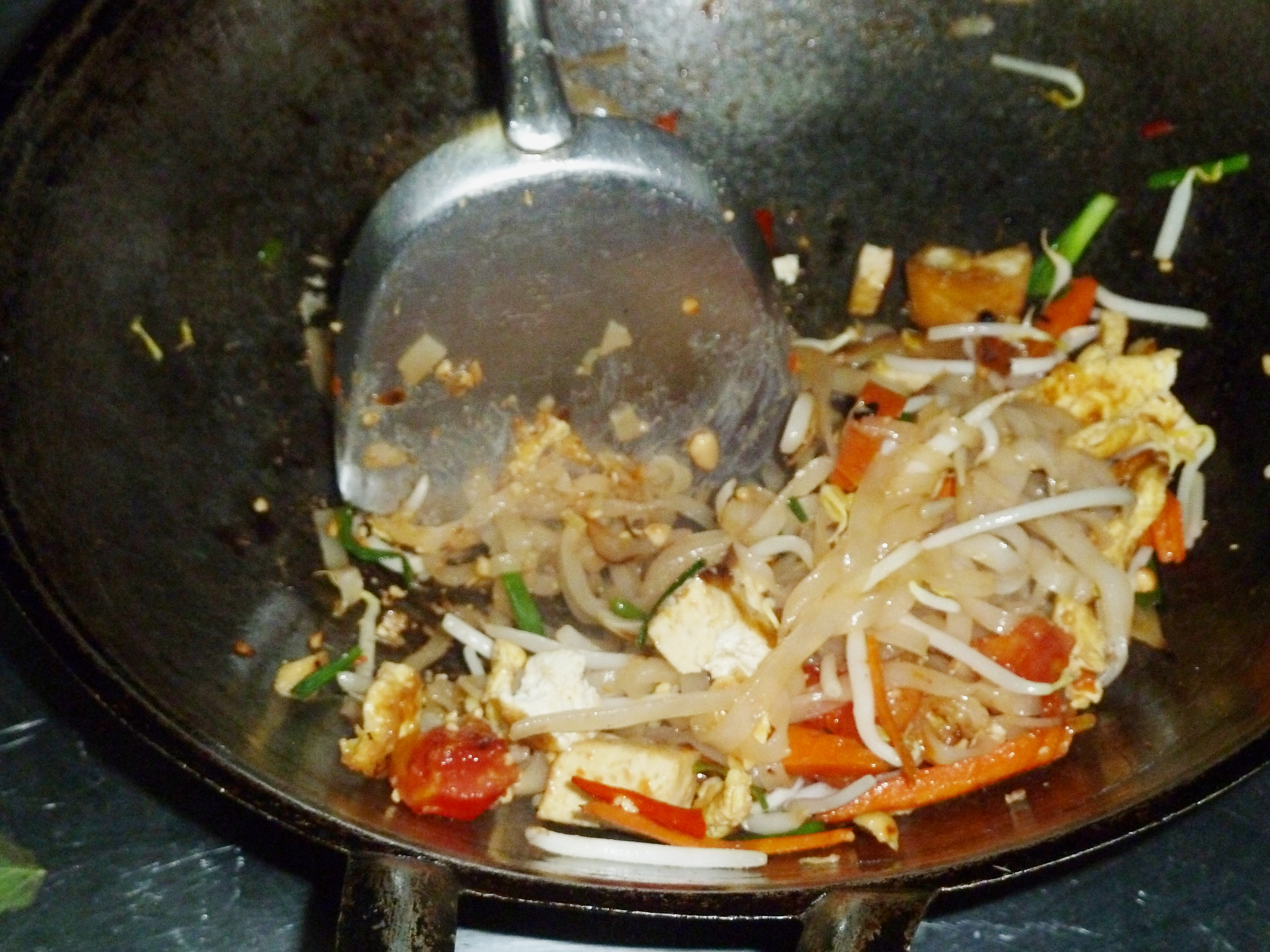
Bereiding van pad thai

Pad thai wordt gemaakt van rijstnoedels die eerst zijn geweekt en vervolgens in een wok gebakken, samen met
eieren en gesneden tofoe. Tijdens het wokken worden tamarindepasta, vissaus, garnalen, knoflook of sjalotten, rode chilipepers en palmsuiker toegevoegd. Het gerecht wordt meestal geserveerd met limoen en grofgemalen geroosterde pinda's.

### Variaties
Andere ingrediënten die soms worden gebruikt zijn taugé, Chinese bieslook, koriander, radijs, lenteui en knolraap. In plaats van garnalen wordt soms krab, kippen- of varkensvlees gebruikt, alhoewel dit laatste ingrediënt in Thailand als typisch Chinees wordt beschouwd.
Veel restaurants hebben ook een vegetarische variant op het menu, waarbij de vissaus is vervangen door sojasaus.